# Långtjärnen (Jokkmokks socken, Lappland, 738120-170636)
Långtjärnen är en sjö i Jokkmokks kommun i Lappland och ingår i Luleälvens huvudavrinningsområde.